# Bymainiella
Bymainiella is een geslacht van spinnen uit de  familie van de Hexathelidae.

## Soorten
- Bymainiella lugubris Raven, 1978
- Bymainiella monteithi Raven, 1978
- Bymainiella polesoni Raven, 1978
- Bymainiella terraereginae (Raven, 1976)